# 세븐티식스 플레이스 앳 마켓 이스트
세븐티식스 플레이스 앳 마켓 이스트(영어: 76 Place at Market East)은 미국 펜실베이니아주 필라델피아에 위치한 실내 경기장이다. 2031년 NBA 필라델피아 세븐티식서스의 홈경기장으로 사용할 예정이였지만, 2025년 1월 취소되었고, 필라델피아 세븐티식서스는 현재의 사우스 필라델피아 스포츠 콤플렉스에 새로운 경기장을 건설하는 것을 목표로 컴캐스트 스펙터커와의 계약에 합의했다. 